# Storm Runner
Storm Runner sont des montagnes russes lancées du parc Hersheypark, situé à Hershey, en Pennsylvanie, aux États-Unis. Elles ont ouvert le 8 mai 2004 et ont été construites par la société suisse Intamin.

## Historique
Storm Runner est le premier Accelerator Coaster à utiliser anses de sécurité et le premier à avoir deux gares de chargement avec des voies à aiguillage. C'est aussi le premier à avoir des inversions.
Quand Storm Runner a ouvert en 2004, la file d'attente était souvent allongée avec des cordes à cause de la popularité de l'attraction. En 2005, le parc a ajouté une file pour quand il y a trop de monde. En octobre, quand Hersheypark est décoré pour Halloween, Storm Runner (coureur de tempête) est appelé Ghost Runner (coureur de fantôme).

## Parcours
Le train accélère de 0 à 115,9 km/h en deux secondes grâce à un système de propulsion hydraulique, puis monte un top hat d'une hauteur de 45,7 mètres, qui produit un airtime, et fait une descente de 54,9 mètres à 120,7 km/h. Le train fait ensuite un looping cobra, une heartline roll, un flying snake dive et finalement s'arrête avec des freins magnétiques. La durée de l'attraction du lancement aux freins est de 34 secondes. Le parcours interagit avec celui de trois autres attractions: Dry Gulch Railroad, le Monorail, et Trailblazer.

## Galerie

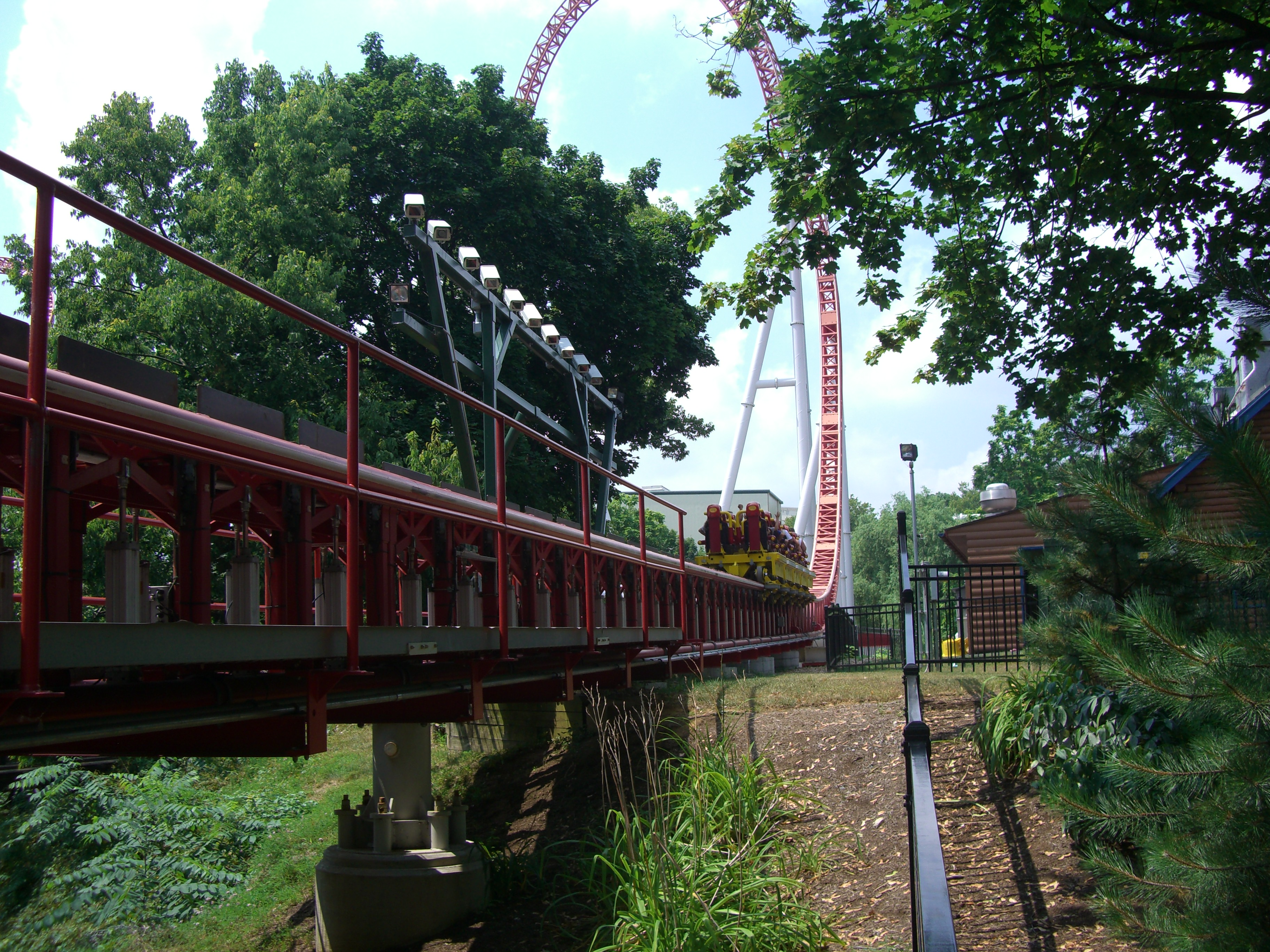
La voie de lancement.
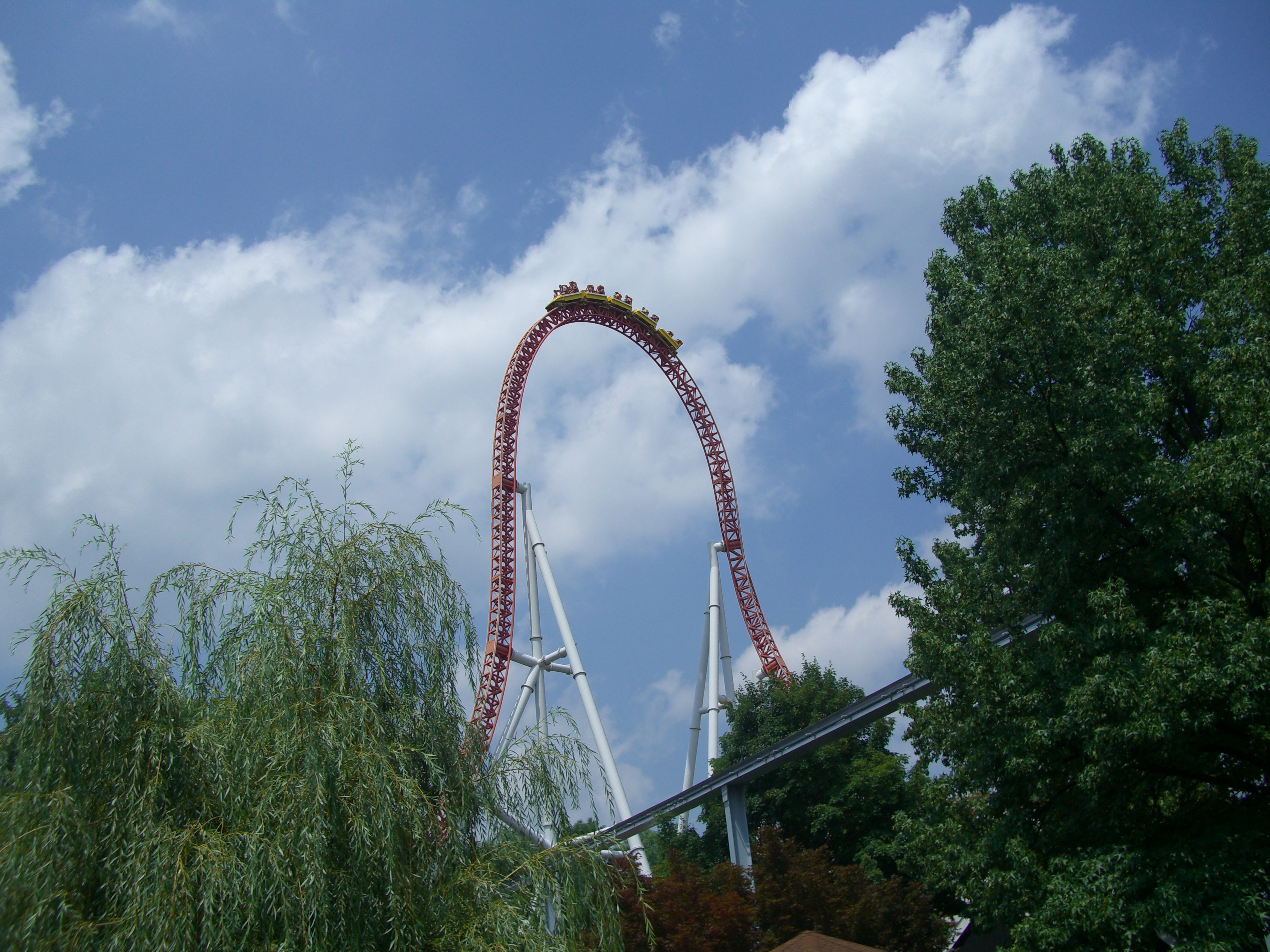
Le top hat.
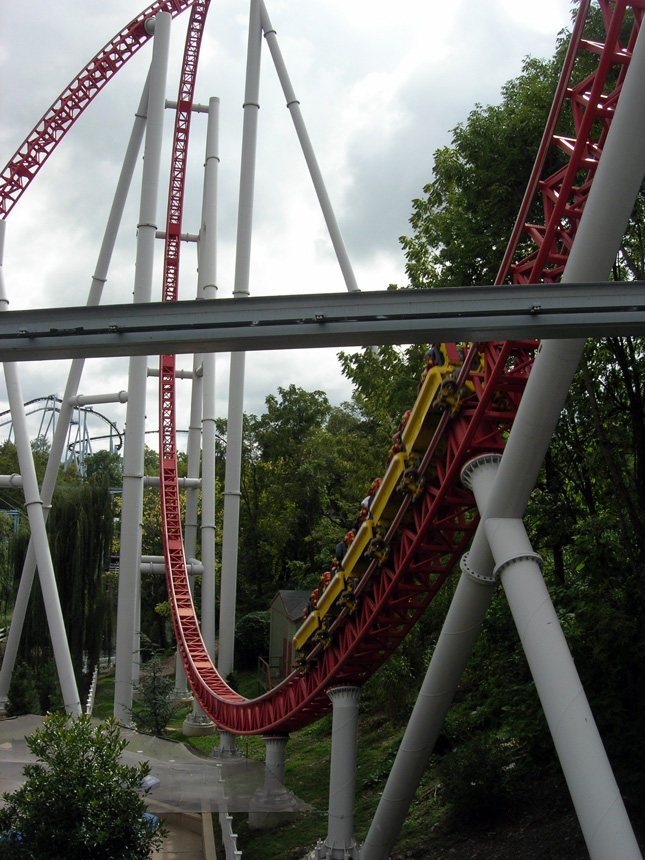
Première descente après le top hat.
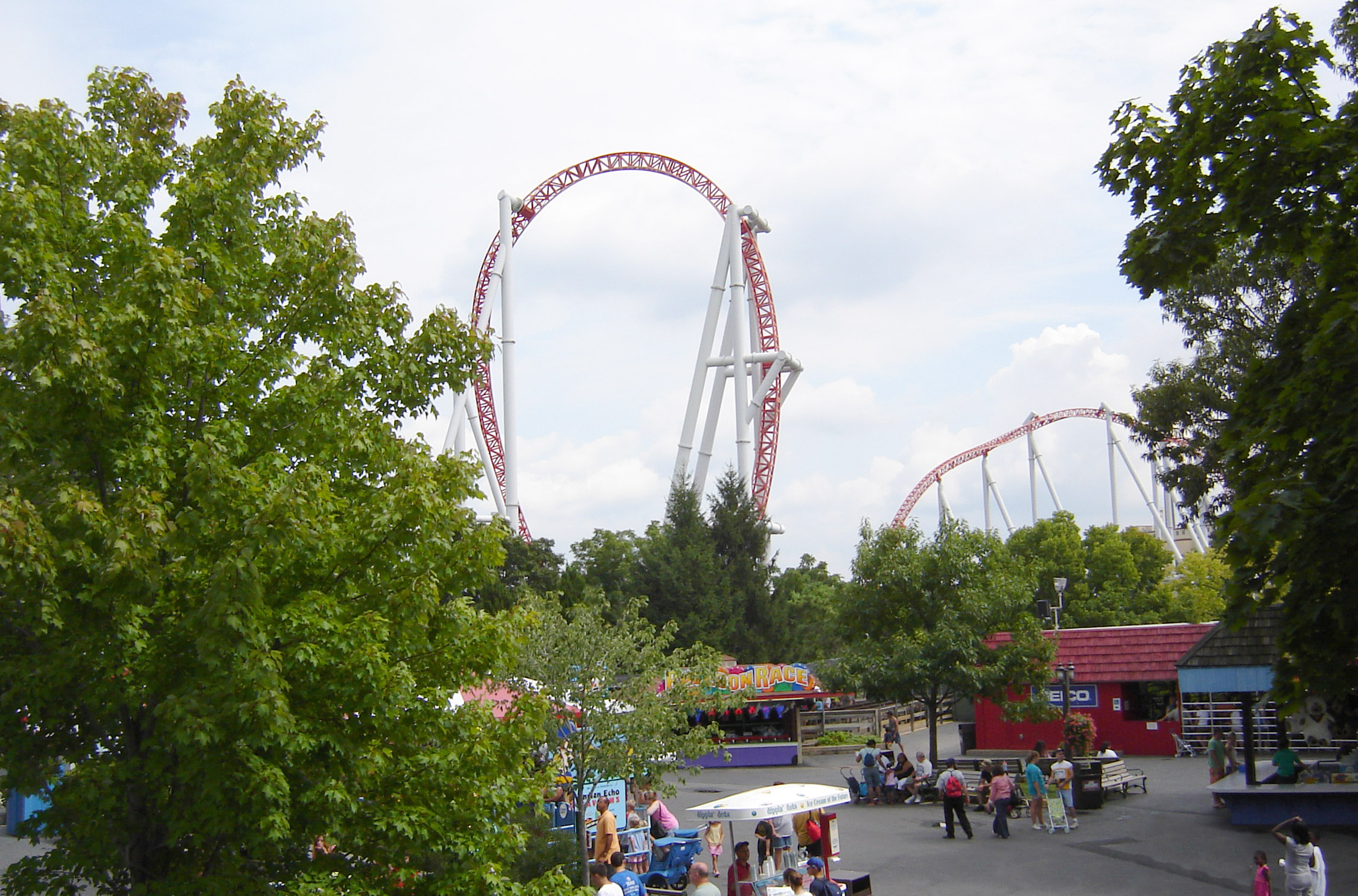
Le looping cobra.
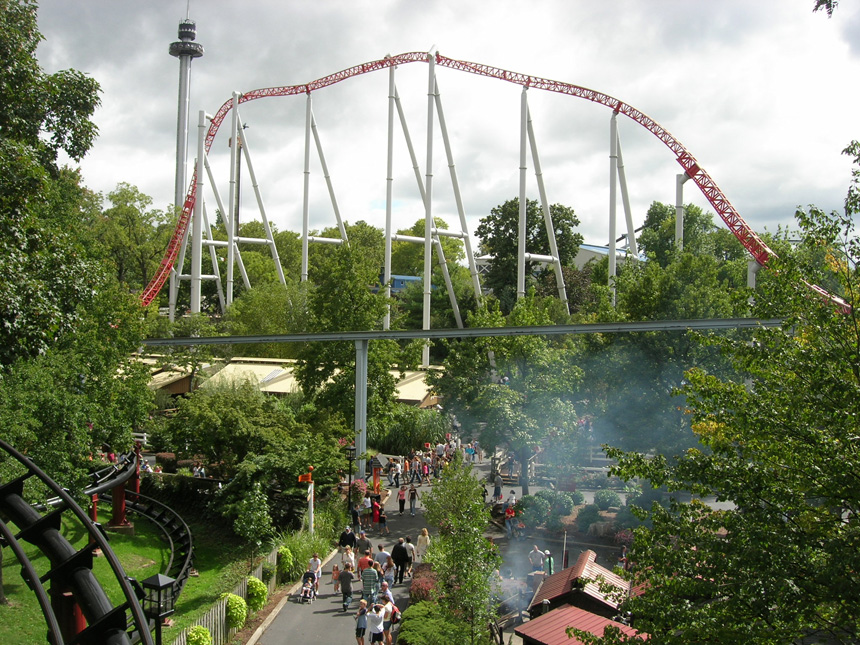
Le flying snake dive.